# Мерю
Мерю (фр. Méru) — город на севере Франции, регион О-де-Франс, департамент Уаза, округ Бове, центр одноименного кантона. Расположен в 25 км к югу от Бове и в 50 км к северу от Парижа, в 2 км от автомагистрали А16 "Европейская". В центре города находится железнодорожная станция Мерю линии Париж-Трепор.
Население (2018) — 14 609 человек.

## История
Первоначальные поселения на месте нынешнего Мерю возникли во времена кельтов. Во время раскопок обнаружены предметы галльско-римской культуры II века н.э. После завоевания Юлием Цезарем Галлии вошел в состав провинции Лугдунская Галлия. 
В Средние века был важным пунктом на дороге из Бове в Париж. Во время нашествия норманнов был разорен. До 1191 года принадлежал графам де Бомон.
С конца XVII века и весь XVIII век принадлежал принцам Конти, память о которых сохранилась в названии городской башни (башня Конти).

## Достопримечательности
- Церковь Святого Люсьена XII века, частично перестроенная в XVI и XVII веках; сочетание готики, пламенеющей готики и ренессанса
- Башня Конти, единственная сохранившаяся часть средневекового замка, сожженного в 1751 году
- Церковь Богородицы XIII века в поселке Лардьер
- Музей изделий из перламутра (Musée de la Nacre et de la Tabletterie)

## Экономика
С XVII века Мерю является центром производства изделий из перламутра. В настоящее время в городе работает несколько предприятий, производящих галантерейную продукцию. В 1950 году к югу от города была образована крупная промышленная зона.
Структура занятости населения:
- сельское хозяйство — 0,2 %
- промышленность — 31,4 %
- строительство — 4,4 %
- торговля, транспорт и сфера услуг — 34,9 %
- государственные и муниципальные службы — 29,2 %

Уровень безработицы (2017) — 19,1 % (Франция в целом — 13,4 %, департамент Уаза — 13,8 %). 

Среднегодовой доход на 1 человека, евро (2018) — 18 960 (Франция в целом — 21 730, департамент Уаза — 22 150).

## Демография
Динамика численности населения, чел.

## Администрация
Пост мэра Мерю с 2014 года занимает Натали Равье (Nathalie Ravier). На муниципальных выборах 2020 года возглавляемый ею правый список был единственным.
| Период | Период | Фамилия      | Партия                                                   | Примечания |
| ------ | ------ | ------------ | -------------------------------------------------------- | --- |
| 1959   | 1977   | Морис Сезар  | Французская секция Рабочего интернационала               | стоматолог-хирург, член Генерального совета департамента                                                                     |
| 1977   | 1995   | Ги Вадпье    | Социалистическая партия                                  | рекламщик, член Генерального совета департамента, член Регионального совета Пикардии, депутат Национального собрания Франции |
| 1995   | 2014   | Ив Леблан    | Союз за французскую демократию Союз за народное движение | стоматолог-хирург, член Генерального совета департамента                                                                     |
| 2014   |        | Натали Равье | Разные правые                                            | |

## Города-побратимы
- Боркен, Германия
- Изабелин, Польша

## Галерея

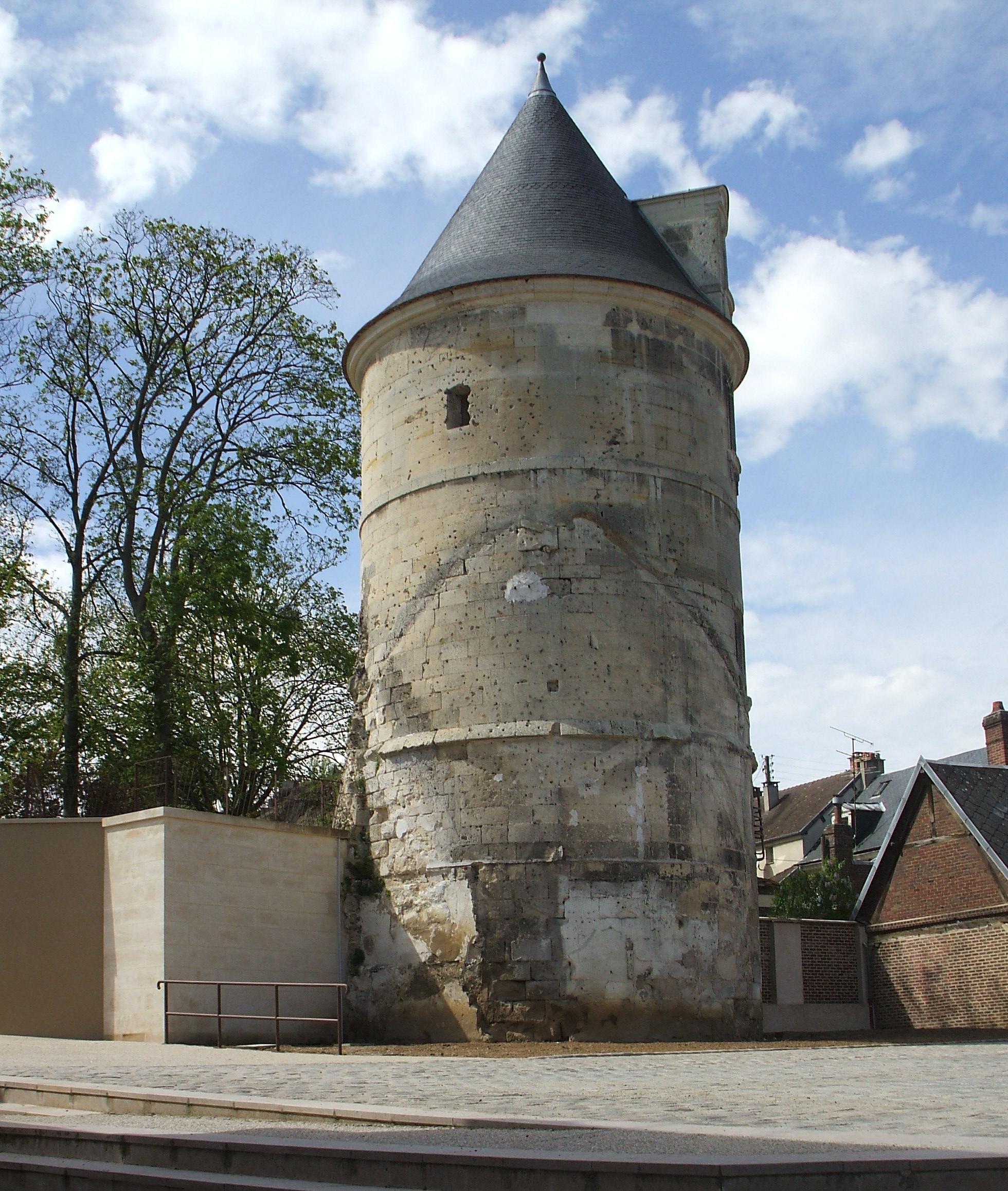
Башня Конти
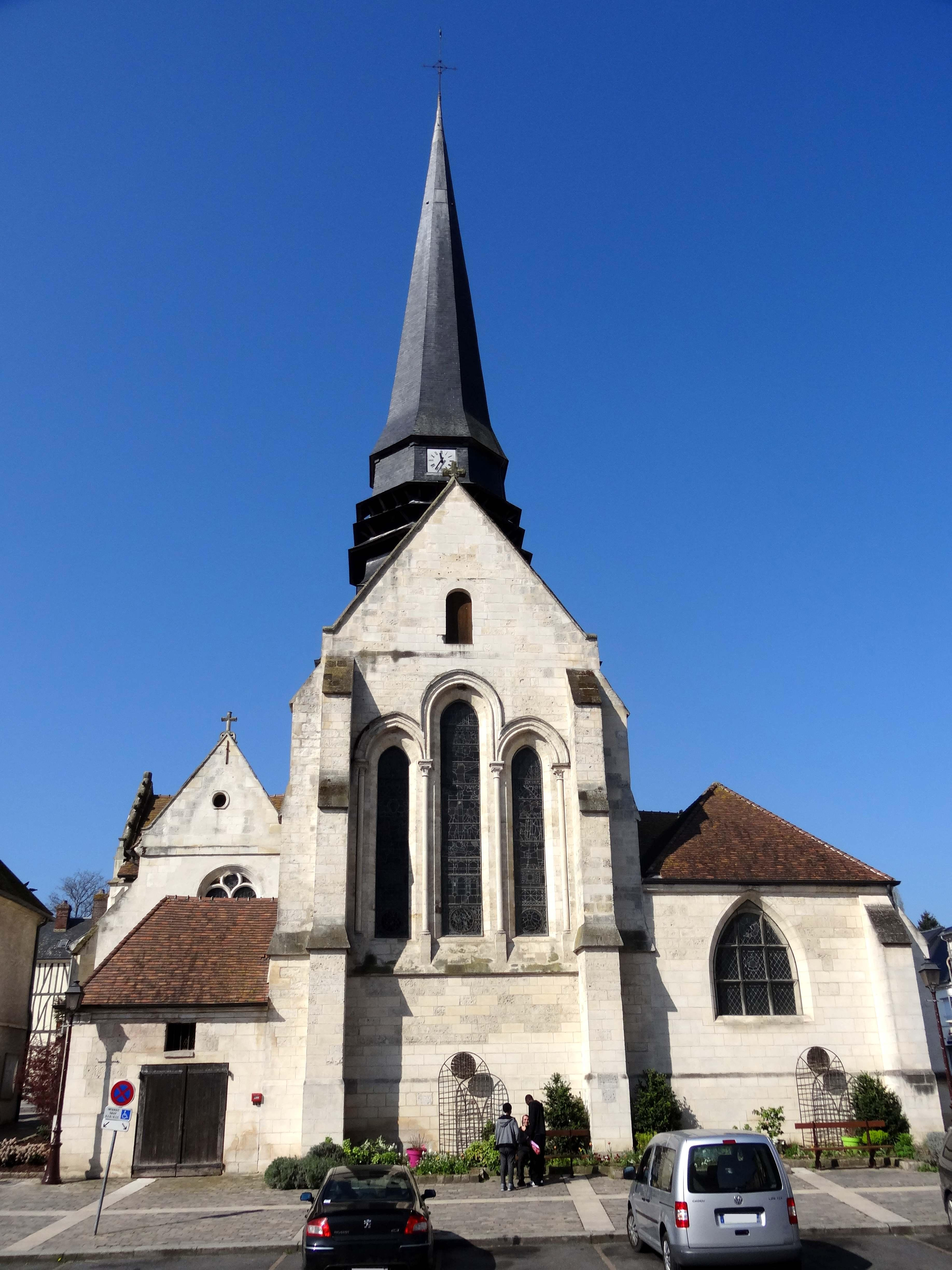
Церковь Святого Люсьена
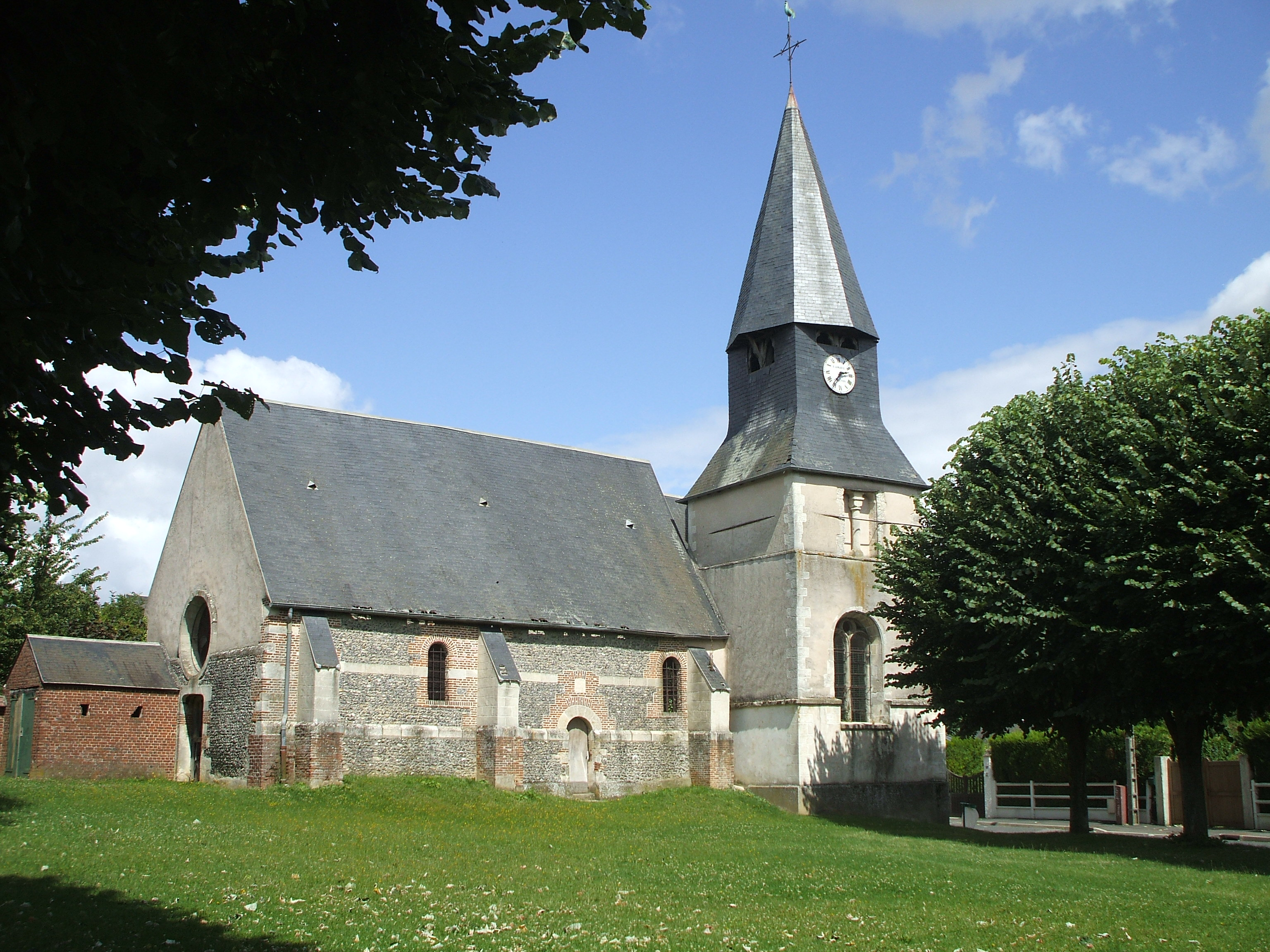
Церковь Богородицы
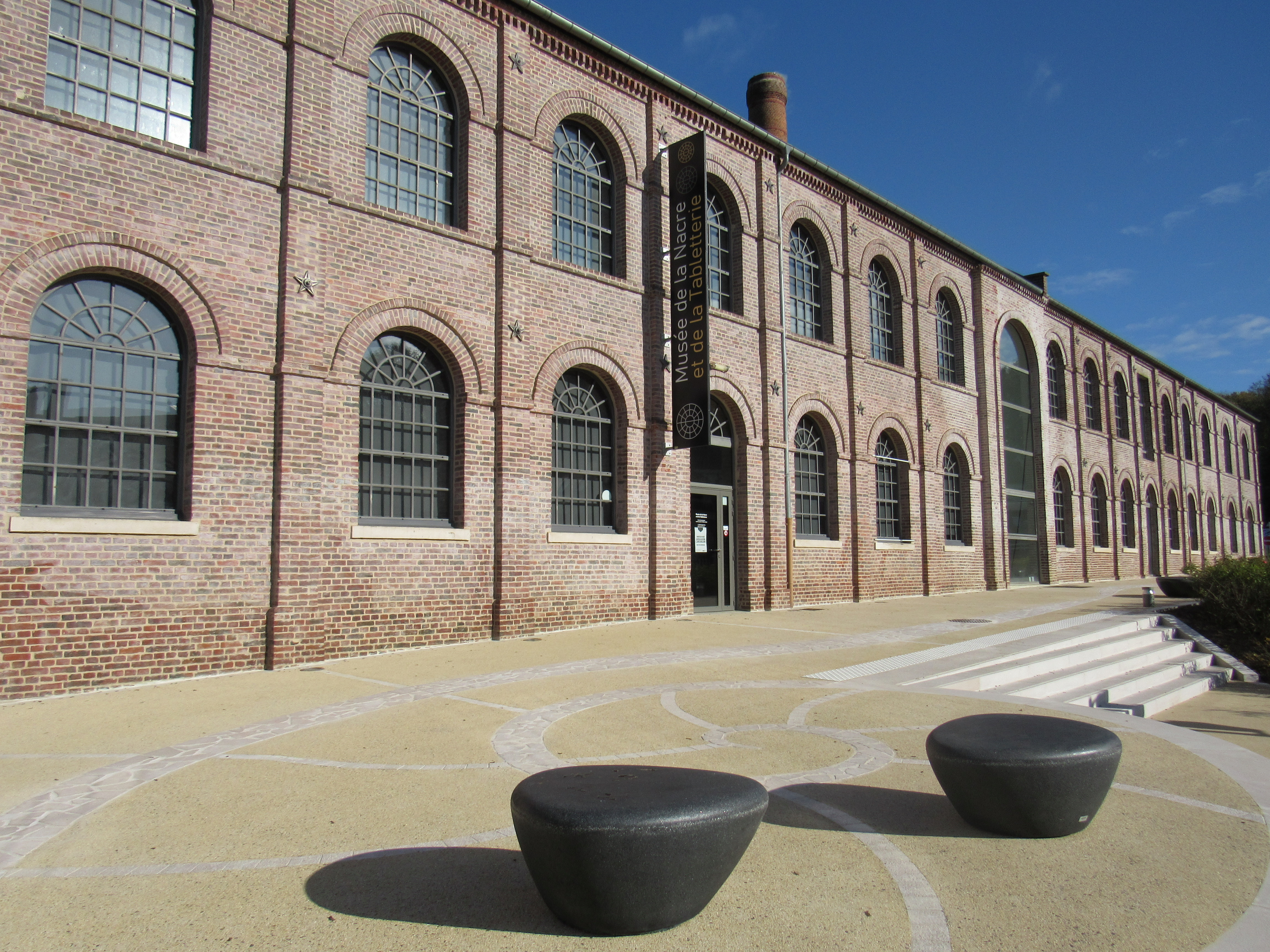
Музей изделий из перламутра

1. 1 2  база данных о французских коммунах — Национальный географический институт Франции, 2015.